# Oštrc (Samoborsko gorje)
Oštrc (752  mnv.) je najviši vrh srednjega grebena Samoborskoga gorja. Piramidnoga je oblika sa strmim padinama. Kako nije prekriven šumom već livadom moguć je pogled na ostatak Samoborskoga gorja, posebice Plešivicu i u smjeru sjeveroistoka. Upravo zbog navedenih obilježja za Oštrc se kaže da ima alpski izgled.
Na južnoj je strani, podno vrha, stijena Flinka, visine 15 m, koja služi kao alpinističko vježbalište. Na sedlu pod vrhom smjestio se Planinarski dom Željezničar na 691 mnv.
Vrh je popularno planinarsko izletište, te kontrolna točka Hrvatske planinarske obilaznice (HPO-a). Najkraći i najstrmiji put do vrha vodi iz sela Braslovja i za uspon je potrebno oko 45 minuta.

## Vanjske poveznice
- Vrhovi Hrvatske planinarske obilaznice - Oštrc HPD Jastrebarsko